# Litsea acrantha
Litsea acrantha är en lagerväxtart som beskrevs av Henry Nicholas Ridley. Litsea acrantha ingår i släktet Litsea och familjen lagerväxter. Inga underarter finns listade i Catalogue of Life.